# Faustino Bretaño
Faustino Bretaño (1895-1978) fue un actor de cine español, que participó en una veintena de películas a lo largo de su carrera cinematográfica que abarcó desde la década de 1920 hasta la década de 1950.

## Filmografía completa
- Currito de la Cruz (1926)
- El patio de los naranjos (1926)
- El médico a palos (1926)
- Los hijos del trabajo (1927)
- Viva Madrid, que es mi pueblo (1928)
- El sexto sentido (1929)
- El héroe de Cascorro (1929)
- La canción del día (1930)
- Gloria del Moncayo (1940)
- ¿Quién me compra un lío? (1940)
- Deliciosamente tontos (1943)
- Tuvo la culpa Adán (1944)
- Macarena (1944)
- Ni pobre ni rico, sino todo lo contrario (1944)
- La maja del capote (1944)
- Un hombre de negocios (1945)
- El teléfono público (1946)
- La Lola se va a los puertos (1947)
- La revoltosa (1949)
- Agustina de Aragón (1950)
- Alba de América (1951)
- La leona de Castilla (1951)
- Buenas noticias (1954)